# Purohita

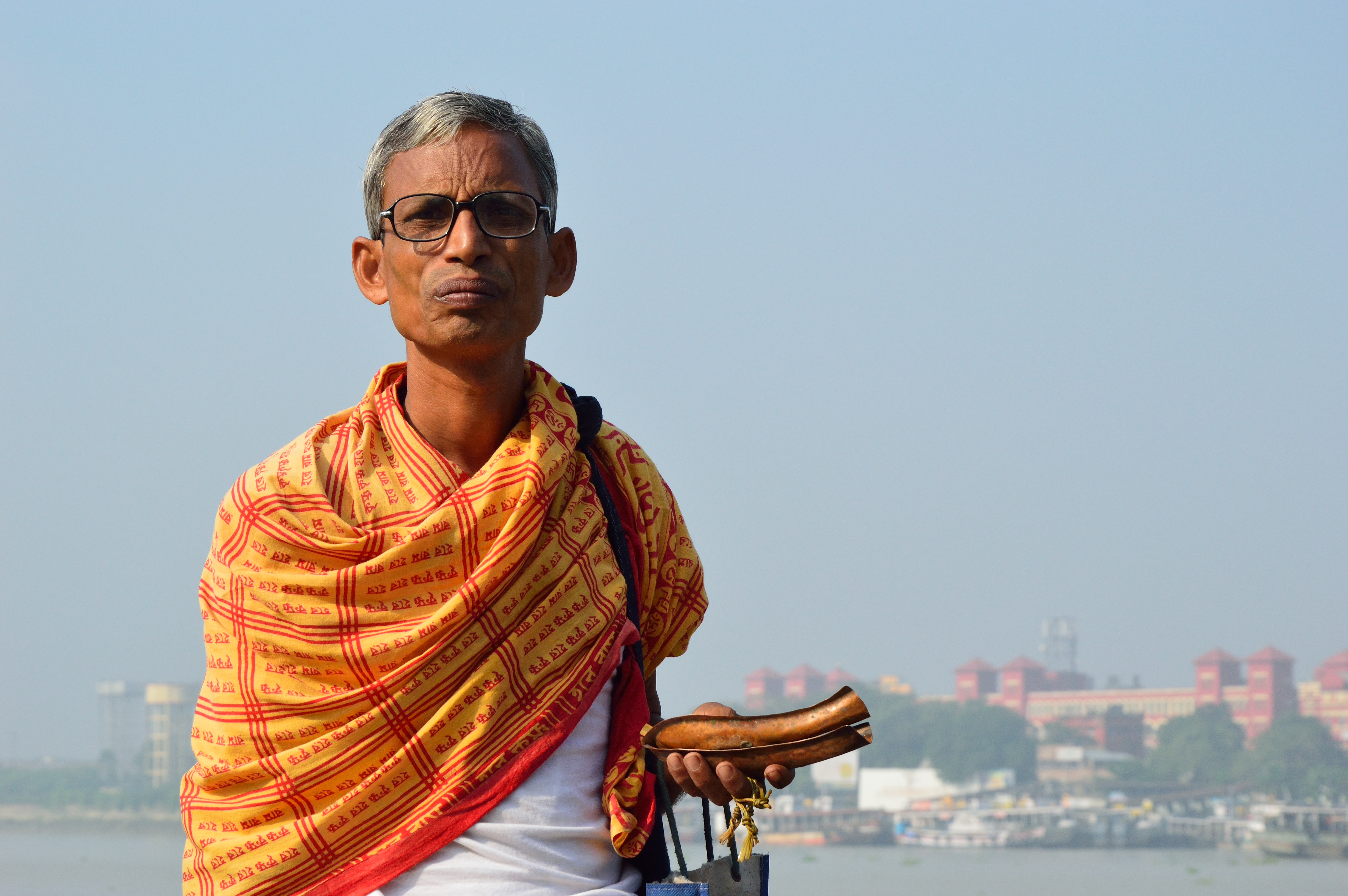
Un purohita en el Ram Chandra Goenka Zenana Bathing Ghat, Kolkata.

Purohita, en el contexto religioso indio, significa sacerdote familiar, de puras que significa "frente", e hita, "colocado". La palabra también se utiliza sinónimo de la palabra pandit, que también significa "sacerdote". Tirth Purohit significa el Purohita que sitio en el vado de los ríos sagrados o tanques sagrados, que mantuvo los registros de los antepasados de la familia hindú de miles de años atrás.
Rajpurohit era un término antiguo usado para denotar a un sacerdote que actuó para la realeza, realizando rituales y proporcionando consejo. En este sentido, es sinónimo de rajguru. Hermann Kulke y Dietmar Rothermund señalan que "en los textos antiguos hay mucha evidencia de que había dos tipos ideales de brahmanes en aquellos días, el sacerdote real o consejero (rajpurohit, rajguru) y el sabio (rishi) que vivían en el bosque y compartieron Su sabiduría sólo con aquellos que la pidieron ". Su uso moderno en este sentido ha sido descrito por Sumit Sarkar como un "arcaísmo autoconsciente".